# Micromastax morondavae
Micromastax morondavae är en insektsart som beskrevs av Marius Descamps 1973. Micromastax morondavae ingår i släktet Micromastax och familjen Euschmidtiidae. Inga underarter finns listade i Catalogue of Life.